# Deutsche Marine
Marine (Deutsche Marine) – marynarka wojenna Niemiec. Powstała w Niemczech zachodnich, od 1945 roku jako „niemiecka służba oczyszczania z min” (Deutscher Minenräumdienst). Z powodu wstąpienia przez Republikę Federalną Niemiec do NATO, w 1956 roku powstała Marine, znana także jako Bundesmarine (nawa używana do 1995 roku).  Według stanu na 4 września 2015 roku personel liczył 16 170 osób.
Za datę powstania Bundesmarine przyjmuje się 12 listopada 1955 roku – 200. rocznicę urodzin gen. Scharnhorsta.
Po swoim powstaniu od 1956 roku marynarka Republiki Federalnej Niemiec formalnie nosiła nazwę Marine, lecz dla odróżnienia od Ludowej Marynarki NRD (Volksmarine) na forum międzynarodowym powszechnie stosowano nazwę Bundesmarine (pol. Marynarka Związkowa). Po zjednoczeniu Niemiec dawną Volksmarine połączono z Marine, a od 1995 roku Ministerstwo Obrony zaprzestało stosowania określenia Bundesmarine. Obecna marynarka nosi nazwę Marine (pol. Marynarka), lecz dla celów odróżnienia na forum międzynarodowym stosowane jest także oficjalnie określenie Deutsche Marine (Marynarka Niemiecka); takie też oznaczenie widnieje na mundurach i paskach czapek.

## Obecne okręty Marine
| Typ                                         | Zdjęcie      | Okręty | Wejście do służby | Wyporność (t) | Długość (m)  | Prędkość (w.) | Autonomiczność (Mm) | Załoga       |
| Fregaty (11)                                | Fregaty (11) | Fregaty (11) | Fregaty (11)      | Fregaty (11)  | Fregaty (11) | Fregaty (11)  | Fregaty (11)        | Fregaty (11) |
| ------------------------------------------- | ------------ | --- | ----------------- | ------------- | ------------ | ------------- | ------------------- | ------------ |
| typu 125 (Baden-Württemberg)                |              | F222 Baden-Württemberg F223 Nordrhein-Westfalen F224 Sachsen-Anhalt F225 Rheinland-Pfalz                                                                           | 2011–2021         | 7200          | 149,5        | 28            | 4000/18             | 120          |
| typu 124 (Sachsen)                          |              | F219 Sachsen F220 Hamburg F221 Hessen | 2003–2006         | 5690          | 143          | 29            | 4000/18             | 255          |
| typu 123 (Brandenburg)                      |              | F215 Brandenburg F216 Schleswig-Holstein F217 Bayern F218 Mecklenburg-Vorpommern                                                                                   | 1994–1996         | 5500          | 139          | 26            | 4000/15             | 236          |
| Korwety (5)                                 |              | |                   |               |              |               |                     |              |
| typu 130 (Braunschweig)                     |              | F260 Braunschweig F261 Magdeburg F262 Erfurt F263 Oldenburg F264 Ludwigshafen am Rhein                                                                             | 2008–2013         | 1840          | 89,49        | 26            | 4000/15             | 58           |
| Okręty podwodne (6)                         |              | |                   |               |              |               |                     |              |
| typu 212A                                   |              | S181 U31 S182 U32 S183 U33 S184 U34 S185 U35 S186 U36 | 2005–             | 1830          | 56           | 20            | 8000/8              | 28           |
| Trałowce i niszczyciele min (12)            |              | |                   |               |              |               |                     |              |
| typu 352 (Ensdorf), dawne typ 343           |              | M1090 Pegnitz M1098 Siegburg | 1999–2001         | 650           | 54,4         | 18            | –                   | 45           |
| typu 332 (Frankenthal)                      |              | M1063 Bad Bevensen M1067 Bad Rappenau M1064 Grömitz M1068 Datteln M1065 Dillingen M1069 Homburg M1062 Sulzbach-Rosenberg M1058 Fulda M1059 Weilheim M1061 Rottweil | 1993–1998         | 650           | 54,4         | 18            | –                   | 42           |
| Okręty zaopatrzeniowe (11)                  |              | |                   |               |              |               |                     |              |
| typu 702 (Berlin)                           |              | A1411 Berlin A1412 Frankfurt am Main A1413 Bonn | 2001–2013         | 20 240        | 173,7        | 20            | 45 dni              | 139 + 94     |
| typu 704 (Rhön)                             |              | A1443 Rhön A1442 Spessart | 1977              | 14 169        | –            | 16            | –                   | 42           |
| typu 404 (Elbe)                             |              | A511 Elbe A512 Mosel A513 Rhein A514 Werra A515 Main A516 Donau | 1993−1994         | 3586          | 100,55       | 15            | 2600                | 40 + 38      |
| Okręty rozpoznania/walki elektronicznej (3) |              | |                   |               |              |               |                     |              |
| typu 423 (Oste)                             |              | A52 Oste A50 Alster A53 Oker | 1988−1989         | 3200          | 93,5         | 21            | 5000                | 36 + 40      |

## Marineflieger (lotnictwo)
| Maszyna            | Producent                            | Typ               | Wersja       | Liczba sztuk | Uwagi                                  |           |           |
| Śmigłowce          | Śmigłowce                            | Śmigłowce         | Śmigłowce    | Śmigłowce    | Śmigłowce                              | Śmigłowce | Śmigłowce |
| ------------------ | ------------------------------------ | ----------------- | ------------ | ------------ | -------------------------------------- | --------- | --------- |
| Westland Lynx      | Wielka Brytania                      | śmigłowiec ZOP    | Mk 88        | 22           |                                        |           |           |
| NHI NH90           | Niemcy · Francja · Włochy · Holandia | śmigłowiec morski | NTH Sea Lion | 18           | Sea King zostały zastąpione przez NH90 |           |           |
| Samoloty           |                                      |                   |              |              |                                        |           |           |
| Lockheed P-3 Orion | Stany Zjednoczone                    | patrolowiec       | P-3C         | 2            | Do Portugalii sprzedano 6 samolotów    |           |           |
| Dornier Do 228     | Niemcy                               | wykrywanie skażeń | Do 228 LM    | 2            |                                        |           |           |
| BSL                |                                      |                   |              |              |                                        |           |           |
| Camcopter S-100    | Austria                              | BSL               | S-100        | 0            | Zamówiono 6.                           |           |           |